# Пантелеев, Лонгин Фёдорович
Лонгин Фёдорович Пантеле́ев (1840—1919) — русский издатель, общественный деятель.

## Биография
Родился 6 (18) октября 1840 года в Сольвычегодске Архангельской губернии, дворянин.
Окончил гимназию в Вологде в 1858 году и юридический факультет Петербургского университета в 1862 году.
В конце 1850-х — начале 1860-х — преподаватель математики у малолетних певчих Придворной певческой капеллы.
Будучи студентом женился на писательнице и переводчице С. В. Латкиной.
Был членом тайной революционной организации «Земля и воля», и в декабре 1864 года был арестован за революционную деятельность и поддержку Польского восстания (бунта), приговорён к 6-летней каторге, замененной по прибытии в Сибирь (в Енисейскую губернию) поселением.
В 1876 году Пантелеев вернулся в Санкт-Петербург, а в следующем году организовал издательство научной литературы. За 1877—1907 годы он издал свыше 250 книг, в том числе 4-томное собрание сочинений Н. А. Добролюбова и сочинения А. Мицкевича.
Лонгин Пантелеев — автор известных «Воспоминаний», в которых он рассказывает о встречах с Ф. М. Достоевским в первой половине 1860-х годов.
С 1905 года состоял в партии кадетов, сотрудничал во многих её периодических изданиях, входил в состав Петербургского городского комитета.
В марте 1917 году был избран председателем совета «Общества памяти декабристов».
Умер 16 декабря 1919 года в Петрограде. Похоронен на Литераторских мостках.
В РГАЛИ имеются материалы, посвященные Л. Ф. Пантелееву.